# Satoshi Otomo
Satoshi Otomo (1 oktober 1981) is een Filipijns voetballer die als middenvelder speelt  bij Marikina.

## Clubcarrière
Satoshi Otomo, die werd geboren in Japan, begon zijn carrière bij Vegalta Sendai in 2000. Satoshi Otomo speelde voor Japanse, Duitse, Indonesische, Myanmarese, Thaise en Filipijnse clubs.

## Filipijns voetbalelftal
Satoshi Otomo maakte op 9 november 2014 zijn debuut in het Filipijns voetbalelftal tijdens een vriendschappelijke wedstrijd tegen Cambodja.